# Nekrolog 2005
Nekrolog
◄◄
| ◄
| 2001
| 2002
| 2003
| 2004
| 2005 | 2006 | 2007 | 2008 | 2009 | ► | ►►
Januar |
Februar |
März |
April |
Mai |
Juni |
Juli |
August |
September |
Oktober |
November |
Dezember 
Weitere Ereignisse | Allgemeiner Nekrolog 2005
Die Beschreibung der verstorbenen Person sollte so kurz wie möglich gehalten sein und nur deren signifikante Tätigkeit(en) enthalten.
Neue Namen ggf. auch unter dem Geburts- und Sterbedatum, also etwa unter 1. Januar und im Geburts- und Sterbejahr (2024) eintragen (nur bei entsprechender großer Wichtigkeit). Für Beispiele siehe die schon vorhandenen Artikel.
Außerdem über die fünf zuletzt Verstorbenen, zu denen es einen ausreichend guten Artikel für eine Präsentation auf der Hauptseite gibt, nach der todesbedingten Überarbeitung der Artikel ggf. auch unter Wikipedia Diskussion:Hauptseite informieren und sie am besten auch in den anderen Wikipedia-Sprachversionen eintragen. Tipp: Regelmäßig bei news.google.de nach „ist tot“, „gestorben“ oder „verstorben“ suchen.
Wenn eine Person gestorben ist, gibt es viele Seiten zu dieser Person in der Wikipedia, die davon auch betroffen sind und entsprechend aktualisiert werden müssen. Beispiele: Namenübersichtsseite, Geburtsjahr, Geburtsort-Seiten und viele mehr.
Wie finde ich die betroffenen Seiten?
Im Suchfeld auf der linken Seite gibt man den Suchbegriff so ein: „Vorname Nachname“. Dann klickt man auf Volltext und alle Seiten mit entsprechendem Suchtext werden aufgerufen. Hier sieht man dann schnell, wo auch das Todesjahr Sinn macht oder sogar ein Teil des Artikels angepasst werden muss. Auch hilft das „Werkzeug“ auf der linken Seite sehr gut, um solche Seiten aufzufinden: „Links auf diese Seite“. Somit ist die Wikipedia wieder aktuell in allen Bereichen! Hinweis: bei Eintragung der Kategorie „Gestorben JAHR“ wird der Missbrauchsfilter 49 ausgelöst, was jedoch nicht schlimm ist. Siehe: Spezial:Missbrauchsfilter/49
Dies ist eine Liste von im Jahr 2005 verstorbenen bekannten Persönlichkeiten. Die Einträge erfolgen innerhalb der einzelnen Daten alphabetisch sortiert. Tiere sind im Nekrolog für Tiere zu finden.
Die Liste ist nach Monaten aufgeteilt:
- Nekrolog Januar 2005
- Nekrolog Februar 2005
- Nekrolog März 2005
- Nekrolog April 2005
- Nekrolog Mai 2005
- Nekrolog Juni 2005
- Nekrolog Juli 2005
- Nekrolog August 2005
- Nekrolog September 2005
- Nekrolog Oktober 2005
- Nekrolog November 2005
- Nekrolog Dezember 2005

## Datum unbekannt
| Maria Anikanowa                | russisch-sowjetische Eisschnellläuferin                                                    | ≈89 |
| Arne Astrup                    | dänischer Jazzmusiker und Diskograph                                                       |     |
| Jitzchak Avidov                | jüdischer Widerstandskämpfer                                                               |     |
| József Bartovics               | rumänisch-ungarischer Maler                                                                |     |
| Christel Beilmann              | deutsche Aktivistin und Redakteurin                                                        |     |
| Ravi Bellare                   | indischer Tablaspieler, Musikpädagoge, Musikwissenschaftler, Tänzer und bildender Künstler |     |
| William Bluske Castellanos     | bolivianischer Politiker und Diplomat                                                      |     |
| David Collingridge             | britischer Technikforscher                                                                 |     |
| Juan Damonte                   | argentinischer Schriftsteller                                                              |     |
| Mario Di Pinto                 | italienischer Romanist, Hispanist und Dichter                                              |     |
| Catherine Dunglison            | schottische Badmintonspielerin                                                             |     |
| Martin Eidt                    | deutscher Jurist                                                                           |     |
| Sepp Faltermaier               | deutscher Autor                                                                            |     |
| Heinz Finger                   | deutscher Dirigent und Musikpädagoge                                                       |     |
| Wend Fischer                   | deutscher Kunstkritiker, Redakteur und Museumsdirektor                                     |     |
| Etel Fodor-Mittag              | ungarische Fotografin und Gebrauchsgrafikerin                                              |     |
| Ernst Grieg                    | deutscher Maler, Grafiker und Bildhauer                                                    |     |
| Hans Grützemann                | deutscher Fußballspieler                                                                   |     |
| Phyllis Gummer                 | kanadische Komponistin von E-Musik                                                         |     |
| Karl Hagedorn                  | deutsch-US-amerikanischer Künstler                                                         |     |
| Peter Hammann                  | deutscher Wirtschaftswissenschaftler                                                       |     |
| Wolfgang Heibges               | deutscher U-Boot-Kommandant                                                                |     |
| Grete Herber                   | deutsche Tischtennisspielerin                                                              |     |
| Benno Herrmannsdörfer          | deutscher Jurist und Politiker (NPD), MdL                                                  |     |
| Stanley Hummel                 | US-amerikanischer Pianist und Musikpädagoge                                                |     |
| Fritz Jährling                 | deutscher Radrennfahrer                                                                    |     |
| Jin Gyeong-suk                 | nordkoreanische Frau, Entführungsopfer                                                     |     |
| Ursula Kaltenstein             | deutsche Politikerin (SPD), MdBB                                                           |     |
| Guy von Keller                 | Schweizer Diplomat                                                                         | ≈97 |
| Mavis Kerr                     | neuseeländische Badmintonspielerin                                                         |     |
| Fred Klaus                     | deutscher Schauspieler und Synchronsprecher                                                |     |
| Othmar Franz Lang              | österreichischer Schriftsteller                                                            |     |
| Christiane Lanzke              | deutsche Wasserspringerin und Schauspielerin                                               |     |
| Konrad Latte                   | deutscher Musiker und Überlebender des Holocaust                                           |     |
| Tomasz Lempart                 | polnischer Sportfunktionär                                                                 |     |
| Heinrich Leopold               | österreichischer Jurist und Schriftsteller                                                 |     |
| Maurizio Lucidi                | italienischer Filmregisseur und Filmeditor                                                 |     |
| Norman Mackworth               | britischer Psychologe und Neurowissenschaftler                                             |     |
| Philippe Masson                | französischer Militärhistoriker                                                            |     |
| Klaus Niethardt                | deutscher Zeichner und Maler                                                               | ≈77 |
| Darko Nišavić                  | jugoslawischer Ringer                                                                      |     |
| Juan Pedevilla                 | argentinischer Fußballspieler                                                              | ≈97 |
| Jean Pierre Picon              | deutscher Maler, Grafiker und Bildhauer                                                    |     |
| Heinz Plate                    | deutscher Schauspieler                                                                     |     |
| Wiktor Alexandrowitsch Pogodin | russischer Maler und Bildhauer                                                             |     |
| Dionisie Popa                  | rumänischer Glaskünstler                                                                   |     |
| Wera Sergejewna Rastorgujewa   | russische Iranistin                                                                        | ≈93 |
| Rapallo                        | Schweizer Maler und Cartoonist                                                             |     |
| Ludwig Ring                    | saarländischer Grafiker und Zeichner                                                       |     |
| Bernhard Rübenach              | deutscher Rundfunkjournalist, Rundfunkautor und -regisseur                                 | ≈78 |
| Margarete Salbach              | deutsche Schauspielerin und Hörspielsprecherin                                             |     |
| Héctor Scandoli                | argentinischer Fußballspieler                                                              | ≈69 |
| Margot Scheufele-Osenberg      | deutsche Schauspielerin und Atemtherapeutin                                                |     |
| Aase Schiøtt Jacobsen          | dänische Badmintonspielerin                                                                |     |
| Friedel Schön                  | deutscher Motorradrennfahrer                                                               |     |
| Hanns Schönecker               | deutscher Architekt                                                                        |     |
| Joachim-Fritz Schultze-Bansen  | deutscher Bildhauer                                                                        |     |
| Hanfried Schulz                | deutscher Maler und Grafiker                                                               |     |
| Zenon Sdougos                  | griechischer Verwaltungsbeamter und UN-Funktionär                                          |     |
| Konstantin Spies               | deutscher Mediziner und Virologe                                                           |     |
| Rolf Spring                    | Schweizer Ruderer                                                                          |     |
| Fritz Springefeld              | deutscher Gebrauchsgrafiker und Maler                                                      | ≈91 |
| Gerhard Stenzel                | österreichischer Schriftsteller                                                            |     |
| Armin Stöwe                    | deutscher Elektronik-Musiker                                                               |     |
| Wolfgang Stryi                 | deutscher Klarinettist, Saxophonist und Mitglied des Ensemble Modern                       |     |
| Peter Thurner                  | österreichischer Architekt                                                                 |     |
| Georg Urban                    | deutscher Schiffsmakler und Politiker (CDU)                                                |     |
| Hans Verhulst                  | niederländischer Bildhauer und Graphiker                                                   |     |
| Joseph Walk                    | deutsch-israelischer Pädagoge und Historiker                                               |     |
| Hans-Albert Walter             | deutscher Künstler                                                                         |     |
| Gottfried Wiegand              | deutscher Zeichner                                                                         |     |
| Chung-Tao Yang                 | chinesisch-US-amerikanischer Mathematiker                                                  |     |